# 东蒙军政干部学校
东蒙军政干部学校，是1946年3月东蒙古人民自治政府哲里木省在科尔沁左翼中旗创办的干部学校。

## 历史
1946年3月1日，东蒙军政干部学校在巴彦塔拉成立。校舍设立在巴彦塔拉第二小学（今巴彦塔拉镇中学东侧）。学校领导在今巴彦塔拉中学南侧青砖瓦房办公。非巴彦塔拉籍学员在今巴彦塔拉中学（原东科中旗公署）宿舍内住宿。
- 校长：乌力图（兼）
- 副校长：章泽、李鸿范（协儒博僧格）
- 秘书长：色音巴雅尔
- 专职教员：章泽（兼）、梁一鸣、王白狄、陈塔兴阿、聂根昌
- 办公室主任：陈塔兴阿（兼）
- 后勤工作人员：包国惠
- 组织干事：那顺

在哲里木的东科中旗、东科前旗、通辽县、奈曼旗、扎鲁特旗、库伦旗等招收蒙古青年、前满洲国公职人员、满洲国王爷庙育成学院学生等。共招生两批共150多名学员，其中有10多名女学员。学制半年。
1946年5月，国军第71军第87师攻占郑家屯。东科中旗民主政府撤出巴彦塔拉。1946年5月24日东蒙军政干部学校结束。 